# Platysenta punctosa
Platysenta punctosa är en fjärilsart som beskrevs av Walker 1857. Platysenta punctosa ingår i släktet Platysenta och familjen nattflyn. Inga underarter finns listade i Catalogue of Life.